# 28417 Leewei
28417 Leewei este un asteroid din centura principală de asteroizi.

## Descriere
28417 Leewei este un asteroid din centura principală de asteroizi. A fost descoperit pe 3 noiembrie 1999 la Socorro, New Mexico, în cadrul proiectului LINEAR. Asteroidul prezintă o orbită caracterizată de o semiaxă mare de 2,35 ua, o excentricitate de 0,17 și o înclinație de 6,5° în raport cu ecliptica.